# 비네팅

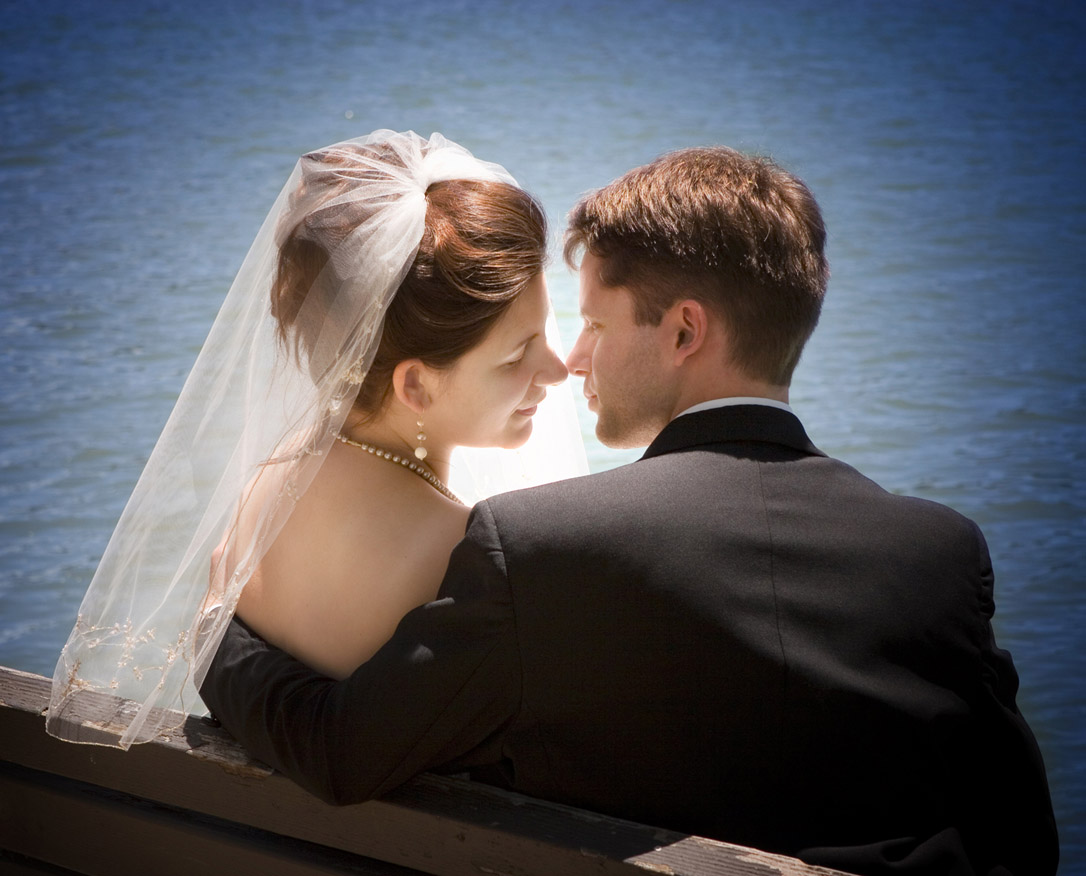
비네트는 중앙에 관심을 끌고 사진의 중앙 부분을 구성하기 위해 이미지에 추가되는 경우가 많다.

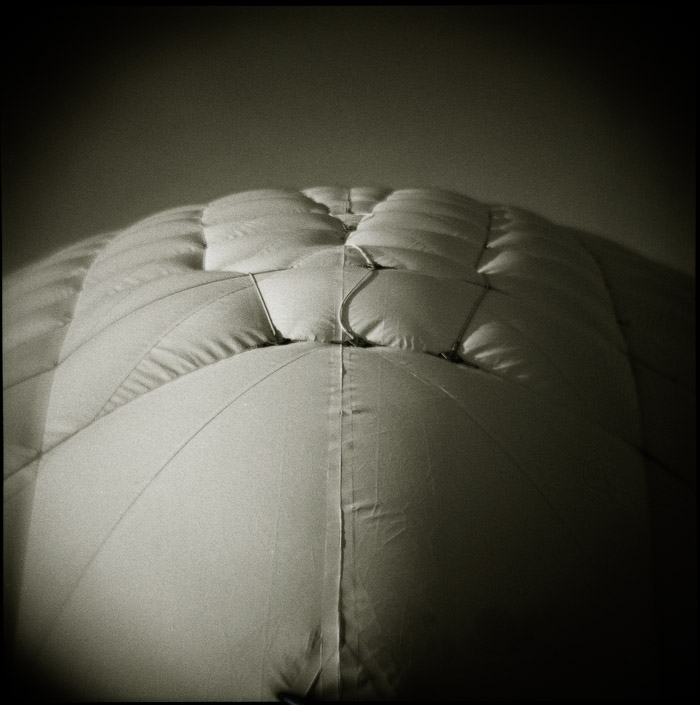
비네팅은 Holga로 찍은 이 장면과 같이 토이 카메라로 촬영한 사진의 일반적인 특징이다.

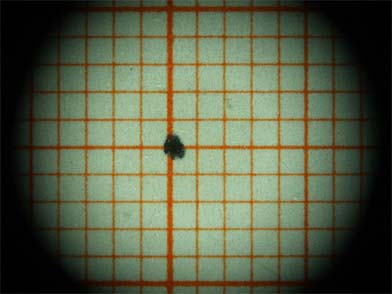
이 사례에서는 비네팅 현상과 제한된 시야 (FOV)를 보여준다. 이 화상은 현미경에 "포인트 앤 슛 카메라 "를 이용하여 생성되었다. 광학 시스템이 제대로 조정되지 않았기 때문에 뚜렷한 비네팅(가장자리로 갈수록 밝기가 떨어짐)이 보인다. FOV의 추가적인 원형 제한이 보인다(화상의 검은색 영역).

비네팅(vignetting)은 사진 및 광학에서 화상의 중심부에 비해 주변부로 갈수록 화상의 명도 또는 채도가 감소하는 현상을 말한다. 비네트(Vignette)라는 단어는 vine 과 같은 어근에서 유래했으며 원래 책의 장식적인 테두리를 가리키는 용어이다. 나중에 이 단어는 중앙이 선명하고 가장자리로 갈수록 희미해지는 인물 사진을 가리키는데 사용되었다. 비네팅과 유사한 효과가 투영된 이미지의 사진이나 프로젝션 스크린 상의 비디오에서 볼 수 있는데 소위 "핫스팟" 효과라고 한다.
비네팅은 카메라의 설정이나 렌즈의 한계로 인하여 종종 발생하는 원치 않는 효과이다. 하지만 프레임 중앙에 시선을 집중시키는 등 창의적인 효과를 위해 고의로 도입하기도 한다. 사진작가는 이 효과를 얻기 위해 비네팅을 생성하는 것으로 알려진 렌즈를 의도적으로 선택하거나 특수 필터 또는 후처리 절차를 사용하기도 한다.
슈퍼줌 렌즈의 사용 시 개구와 초점 거리에 따라 줌 범위 전체에 비네팅 현상이 발생할 수 있다. 그러나 화각이 가장 넓은 쪽(가장 짧은 초점 거리)을 제외하고 항상 발생하지는 않는다. 이 경우 비네팅으로 인해 최대 0.75 EV의 노출값 (EV) 차이가 발생할 수 있다.

## 원인
비네팅의 원인은 여러 가지가 있는데, Sidney F. Ray는 다음의 유형으로 구분한다. 
- 기계적 비네팅
- 광학 비네팅
- 자연적 비네팅

네 번째의 원인은 디지털 이미징에 특유한 것이다.
- 픽셀 비네팅

다섯 번째 원인은 아날로그 이미징에만 존재한다.
- 사진 필름 비네팅

### 기계적 비네팅
기계적 비네팅은 대상 물체의 축에서 벗어난 지점에서 나오는 광선이 후막의 또는 적층의 필터, 보조 렌즈 및 부적절한 렌즈 후드와 같은 외부 물체에 의해 부분적으로 차단될 때 발생한다. 이것은 입사동공의 형태를 각도의 함수로 모양을 변경하여 빛의 경로가 부분적으로 차단되는 효과가 발생한다. 어두어지는 현상은 서서히 일어나기도 하고 급격하게 발생하기도 하는데, 조리개가 작을수록 각도의 변화에 대하여 비네팅이 더 급격하게 발생한다. 
화상의 점의 일부가 기계적 비네팅 (이들 이미지 지점에 대하여 광의 경로가 완전하게 차단됨)에 의하여 광을 전혀 수광하지 못하게 되면, 이는 시야 (FOV)가 제한되는 결과로 되어 화상의 일부가 완전히 검은색으로 된다.

### 광학적 비네팅
이러한 유형의 비네팅은 다중 요소 렌즈의 물리적 치수로 인해 발생한다. 후방의 렌즈 구성 요소가 전방의 렌즈 구성 요소에 의해 가려지게 되어 축외 입사광에 대하여 렌즈의 개구가 감소하는 효과가 발생한다. 그 결과 이미지 주변부로 갈수록 광도가 점차 감소한다. 광학 비네팅은 렌즈의 개구의 크기에 민감하고, 개구 조리개를 2-3스톱 줄이면 ( F 값의 증가) 종종 그 증상을 없앨 수 있다.

### 자연적 비네팅
위의 유형과 달리 자연적 비네팅(자연적 조명 감소라고도 함)은 광선 차단으로 인한 것이 아니다. 자연적 비네팅에 의한 감쇠는 코사인4 또는 "코사인 4차" 법칙으로 근사된다. 여기서 빛의 감소는 빛이 필름이나 센서 어레이에 충돌하는 각도의 코사인의 4제곱에 비례한다. 광각의 거리계(rangefinder) 디자인과 컴팩트 카메라에 사용되는 렌즈 디자인에서는 특히 자연적 비네팅이 발생하기 쉽다. 일반적으로 망원 렌즈, SLR 카메라에 사용되는 역 초점(retro focus) 광각 렌즈 및 텔레센트릭 디자인은 자연적 비네팅으로 인한 문제가 상대적으로 적다. 자연적 비네팅은 렌즈의 조리개를 조여도 고칠 수 없기 때문에 점진적인 그레이 필터 또는 후처리 기술을 사용해야 자연 비네팅을 보정할 수 있다. 일부 최신 렌즈는 빛이 화상에 수직하거나 거의 수직이 되도록 특별히 설계되어 비네팅을 제거하거나 크게 줄이고 있다. 

### 픽셀 비네팅
픽셀 비네팅은 디지털 카메라에만 영향을 미치며 디지털 센서의 각도 의존성으로 인해 발생한다. 센서에 수직으로 입사하는 빛은 비스듬한 각도로 입사하는 빛보다 더 강한 신호를 생성한다. 대부분의 디지털 카메라는 원시 데이터를 JPEG 또는 TIFF와 같은 표준 이미지 형식으로 변환할 때 광학 비네팅 및 픽셀 비네팅을 보정하기 위해 내장된 이미지 처리를 사용한다. 이미지 센서 위에 오프셋 마이크로 렌즈를 사용하면 픽셀 비네팅 효과를 줄일 수 있다.

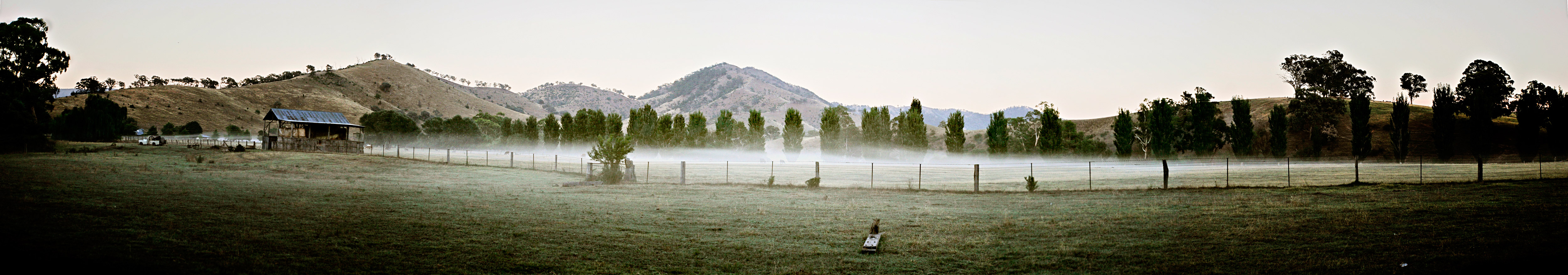
이 파노라마에서 볼 수 있듯이 비네팅은 예술적 효과에 사용할 수 있다.

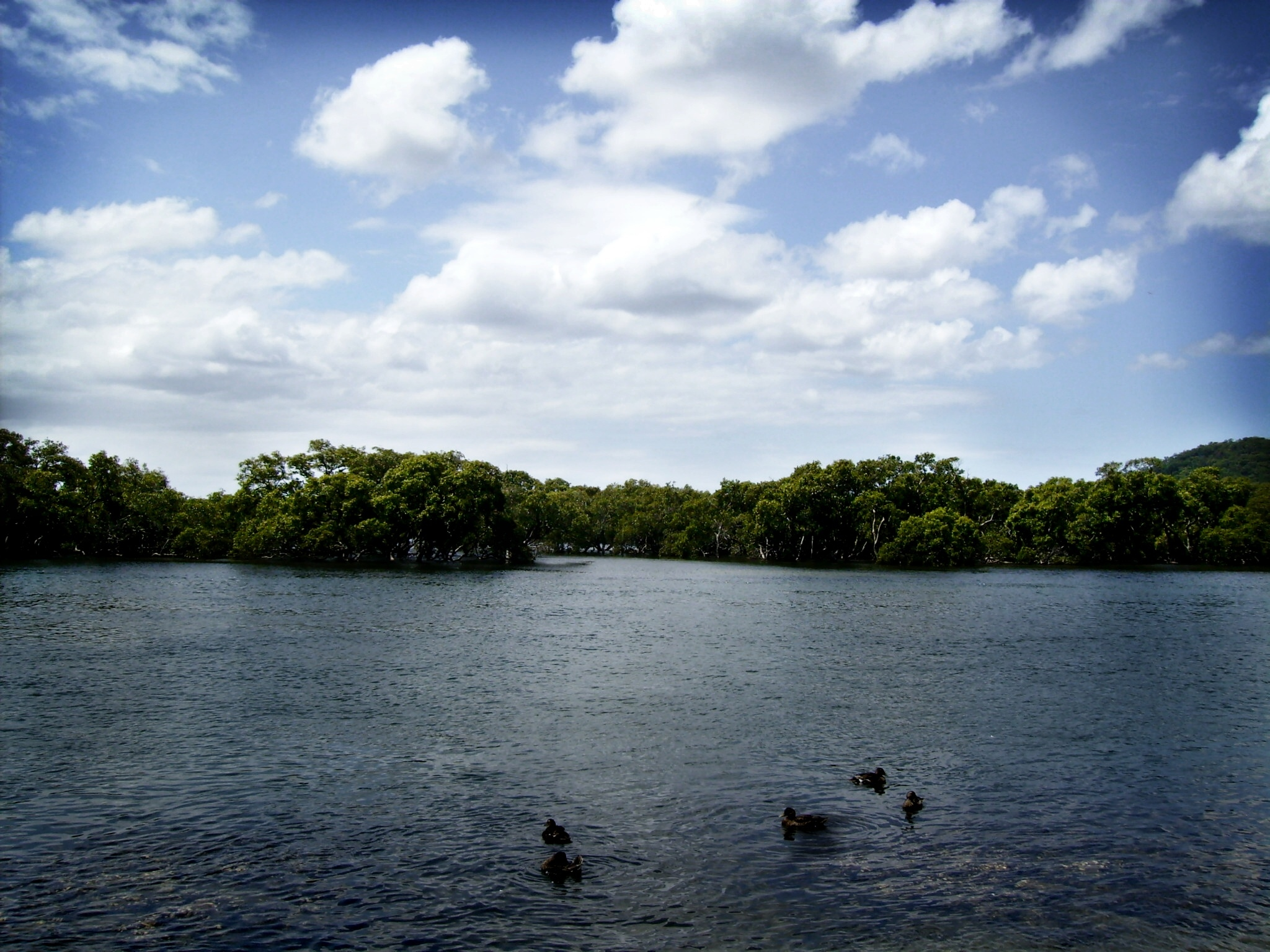
비네팅은 디지털 이미징 소프트웨어를 사용하여 촬영 후 단계에서 적용할 수 있다.

## 촬영 후
비네팅은 예술적 효과를 위해 비네팅되지 않은 사진에 적용되기도 하여 사진의 가장자리를 검게 태우거나(필름의 적층을 사용하여) 어두운 가장자리를 마스킹하는 것과 같은 디지털 이미징 기술을 사용하여 얻을 수 있다. 어도비 포토샵의 렌즈 보정 필터에 의해서도 동일한 효과를 얻을 수 있다.
이 기술은 디지털 이미징에서 사진에 저충실도(사진)의 화상을 얻기 위해서도 사용된다.

## 같이 보기
- 돗징과 버닝(dodging and buring)
- 페더링(feathering)
- 플랫 필드 보정
- 측광 모드
- 비네트(우표수집)

## 참고 문헌
- Van Walree's webpage on vignetting 보관됨 2017-07-18 - 웨이백 머신 uses some unorthodox terminology, but illustrates very well the physics and optics of mechanical and optical vignetting.
- Peter B. Catrysse, Xinqiao Liu, and Abbas El Gamal: QE Reduction due to Pixel Vignetting in CMOS Image Sensors 보관됨 2008-03-07 - 웨이백 머신; in Morley M. Blouke, Nitin Sampat, George M. Williams, Jr., Thomas Yeh (ed.): Sensors and Camera Systems for Scientific, Industrial, and Digital Photography Applications, Proceedings of SPIE, vol. 3965 (2000).
- Yuanjie Zheng, Stephen Lin, and Sing Bing Kang, Single-Image Vignetting Correction;  IEEE Conference on Computer Vision and Pattern Recognition 2006
- Olsen, Doug; Dou, Changyong; Zhang, Xiaodong; Hu, Lianbo; Kim, Hojin; Hildum, Edward. 2010. "Radiometric Calibration for AgCam" Remote Sens. 2, no. 2: 464-477.